# Linguagem precipitada
Linguagem precipitada ou taquifemia (do latim taqui, rápido e femia fala) é um distúrbio de fluência da fala caracterizada por uma pronuncia percebida como anormalmente rápida e irregular, com pausas entre as frases e sintaxe e gramática inadequados para a boa compreensão da frase. 

## Sinais e sintomas
Envolve um número excessivo de disfluências, pausas e uso de padrões prosódicos que não estejam em conformidade com as restrições sintáticas e semânticas, e coarticulação inadequada de sons, especialmente em palavras com muitas sílabas.

## Exemplo
Relato sobre a taquifemia de uma pessoa com taquifemia: 
"Parece que cerca de vinte pensamentos explodem em minha mente de uma vez só e preciso expressá-los todos; que quando estou tentando falar alguma coisa, lembro de algo que eu deveria ter dito e que, para que a pessoa possa entender, preciso me interromper para falar o que já devia ter dito antes e preciso estar constantemente revisando as frases que estou trabalhando para que saiam direito."

## Diagnóstico diferencial
Pode ser causado por um problema auditivo, transtorno de aprendizagem ou hiperatividade. 

## Tratamento
É feito com um fonoaudiólogo em práticas semanais de boa pronuncia por cerca de uma hora por cerca de seis meses ou um ano. Envolvem praticar relatar histórias de livros, planejar o que falar e falar mais devagar.